# Стрелок (фильм, 2014)
Стрелок, англ. The Gunfighter — короткометражный фильм 2014 года режиссёра Эрика Киссака. Пародируя жанр вестерна, фильм повествует о группе людей в салуне, которые слышат рассказчика фильма (подобный поворот сюжета именуется в Голливуде «ломанием четвёртой стены»).
Фильм получил большую популярность и впоследствии был дублирован на множестве языков, включая русский и украинский.

## Сюжет
Стрелок входит в салун, и его действия комментирует невидимый голос, к большому замешательству как его самого, так и посетителей. Рассказчик начинает раскрывать мысли персонажей, как это сделал бы типичный рассказчик фильма, но мысли оказываются слишком личными или унизительными. Стрелок пытается проверять правдивость рассказчика и требует, чтобы шлюха Салли задумала число, которое голос немедленно угадывает.
Как только невидимый голос сообщает посетителям, что почти каждый из них занимался сексом с кем-то их родственников или жён других посетителей, все достают оружие, и начинается мексиканское противостояние.
Стрелок пытается остановить бойню, и призывает посетителей не поддаваться на провокации голоса, а принять друг друга такими, как есть. В ответ на это голос насмешливо сообщает, что так было бы хорошо, если бы стрелок незадолго до этого не убил сына одного из посетителей.
В перестрелке гибнут все, кроме Салли, которая, как сообщает ей голос, умрёт от укуса бешеного волка на следующий день.

## В ролях
- Шон Парсонс в роли стрелка
- Ник Офферман в роли рассказчика
- Скотт Бинер в роли Томми Хендерсона
- Брейс Харрис в роли Джонни Хендерсона
- Эйлин О’Коннелл в роли Салли
- Джордан Блэк в роли Сэма
- Тимоти Бреннен в роли Билла Джессапа
- Трэвис Линкольн Кокс в роли Элайджи Джессапа
- Шен Ходжес в роли Гейбриэла Джессапа